# 城山之战
31°36′00″N 130°33′00″E / 31.6000°N 130.5500°E
城山之战（日语：城山籠城戦）是日本明治政府为攻克反抗政府的萨摩藩大本营城山而发起的一场包圍歼灭战，也是西南战争的最终决战。
1877年9月，在西南战争中接连失利的萨摩藩军队（简称萨军）退回位于九州鹿儿岛的大本营，总帅西鄉隆盛在鹿儿岛的城山设立司令部，决心死守到底。前来平叛的大日本帝國陸軍（简称官军）扫清了鹿儿岛内的防御后将城山团团包围。在包围圈完善、多轮劝降无果后，官军于9月24日对城山发起总攻。面对官军人数上的压倒性优势，萨军从凌晨坚持抵抗至上午，直至寡不敌众，全军覆没。清晨时分，西乡隆盛在突围时中弹负伤，在仪式性切腹后由其弟子介错，用自己的生命为西南战争这一日本近代史上最后的内战画上了句号。
官军在城山之战的决定性胜利结束了幕末以来长年的动乱，使日本中央政权最终得以巩固，证明了现代化军事改革的优越性。同时也标志着日本武士这一延续数百年的武装力量从此退出历史舞台。

## 背景

西南战争态势。

1877年2月，萨摩藩不满士族爆发叛乱，总帅西乡隆盛率领12,000名武士从鹿儿岛出征，挥师北上。他决心速战速决，全力围攻重兵把守的熊本镇台，只留少数部队突袭小倉等地，而没有选择避实击虚，分兵北上占领九州全境以图大局的长远方案。但西乡严重低估了熊本守军的防御准备和抵抗意志，导致大量精锐武士在包围消耗战中损失殆尽。为平定叛乱，官军兵分两路，山县有朋中将率军南下解熊本镇台之围，黑田清隆中将则带领别动队途径长崎从九州西面的日奈久登陆，攻占了八代，随即切断了萨军的联络通信和后勤补给，并对包围熊本城的萨军形成两面夹击之势。4月23日，萨军从熊本城撤退，官军从此取得了战略主动权。1877年5月至8月间，人吉、大口、宮崎、都城等战略重镇相继落入官军之手。西乡指挥萨军且战且退，向九州南部转移。8月17日，萨军精锐突破官军位于长井村的包围圈，在可爱岳打了一次成功的反击战，官军大败。西乡趁势暂时摆脱了官军的追击，带领400余人的残部于8月22日向鹿儿岛撤退。
早在同年4月，趁萨军还在九州北部鏖战之时，日本海军中将川村純義就带领陆海军混编部队沿九州西部海岸线包抄，从鹿儿岛湾登陆并顺利拿下了萨摩藩的大本营鹿儿岛。官军采取怀柔政策笼络人心，但成效不彰。此后鹿儿岛守军又被不断抽调至前线作战，在当地的影响更日渐式微。等到西乡隆盛从可爱岳成功突围回到鹿儿岛的时候，官军只剩下两个中队和警察在维持秩序。9月1日，在当地民众的协力下，萨军迅速打败了守军，重新夺回鹿儿岛。但西乡还没来得及在鹿儿岛部署防御，官军的追兵便已赶到，情势急转直下。9月3日，官军组织兵力发起反攻，击退了鹿儿岛周围的萨军先锋。次日，萨军敢死队试图夜袭官军司令部，被三好重臣少将指挥的第二旅团全部歼灭。至9月6日，官军已完全压制鹿儿岛内的所有抵抗，并包围了萨军司令部所在地城山。
城山位于鹿儿岛市中心以东，属于南九州丘陵地形的一部分。其海拔约108米，土质主要为火山灰。山上树木茂密，地形起伏复杂。南北朝时期，豐国豪族上山氏曾在此构筑上山城，故此得名。此后，上山氏移居至櫻島，薩摩藩藩主岛津氏继承了上山城。1602年（庆长7年）岛津忠恒修建鹿兒島城，城山变成了大后方，逐渐被人遗忘。自1614年岛津氏下令封山后，城山基本处于荒废状态，到西南战争时已经完全恢复自然林覆盖的原貌。虽然城山海拔不高，但由山顶可纵观鹿儿岛市全境、鹿儿岛湾以及櫻島，具有重要的战略价值。鹿儿岛市内失守后西乡隆盛率部退至城山，并在接近山顶的山洞内设立司令部，准备背水一战。

## 部署准备

### 官军

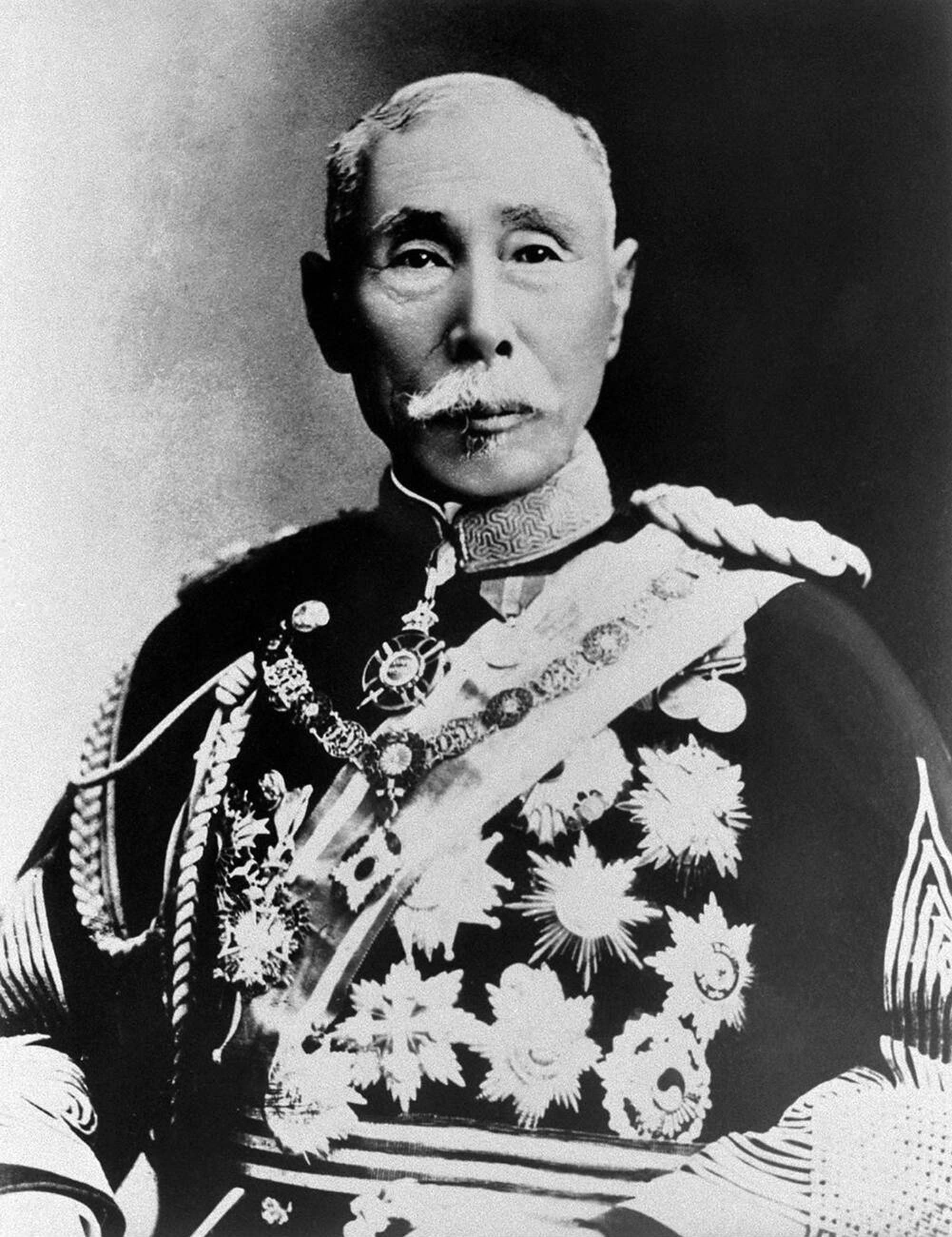
官军参军山县有朋，摄于西南战争后，已晋升陆军大将。

萨摩武士素以机动灵活，行踪不定著称，如何捕捉主力予以歼灭一直是困扰官军的难题。当官军参军（类似总参谋长）山县有朋中将于8月30日确信萨军向南突破防线回到鹿儿岛，而非向北逃入肥后或丰后等地时，他立刻下令所有部队各自向鹿儿岛追击。至9月初，官军已在鹿儿岛集结了八个旅团及一个舰队，总计60,000人，其中陆军40,000人。八个旅团部署如下：
| 部队         | 部署                           | 司令部   | 指挥官         |
| ------------ | ------------------------------ | -------- | -------------- |
| 第一旅团     | 水上坂、原良、小野             | 西田村   | 野津鎮雄少将   |
| 第二旅团     | 丸岡、净光明寺、上之原         | 鶴見崎   | 三好重臣少将   |
| 第三旅团     | 高麗橋、谷山道、海岸沿、西田橋 | 騎射場   | 三浦梧楼少将   |
| 第四旅团     | 多賀山、鳥越坂、桂山           | 韃靼冬冬 | 曾我祐準少将   |
| 别动第一旅团 | 甲突川、西田橋、朽木馬場       | 原良     | 高島鞆之助少将 |
| 别动第二旅团 | 下伊敷                         | 上伊敷   | 山田显義少将   |
| 新选旅团     | 米倉方面                       | 米倉     | 小松宮彰仁親王 |
| 熊本镇台     | 一本松、大明神山、武町街道方面 | 田上村   | 谷干城少将     |

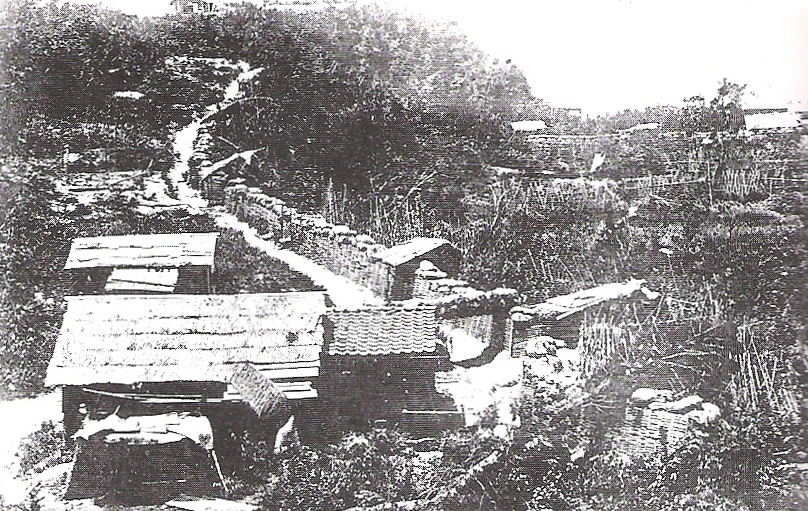
官军在城山修筑的堡垒。

在完成初步合围后，官军并未乘胜追击，而是采取步步为营、围而不打的战术：山县中将下令除远程射击和侦察敌情外，禁止士兵主动交战。在城山各要点构筑堡垒战壕并在外围搭起竹棚等障碍物，派兵昼夜把守，同时对城山保持每天700发以上的持续炮击。山县的决策主要是吸取长井村和可爱岳的教训，防止萨军在合围不全的情况下趁乱突围；此外也是在给旧相识西乡隆盛最后一次机会：山县有朋出身长州藩，不仅当年和西乡一起参加过倒幕的戊辰戰爭；明治维新后，西乡在陆军挪用公款的丑闻“山城屋事件”中也不顾帮派对立力保山县，于他有恩。尽管山县清楚西乡本人决不可能屈服，但仍多次写信给阵中的西乡劝他放下武器。9月21日，两名萨军使者为救西乡一命，瞒着西乡前来官军大本营，希望进行谈判。官军代表、西乡的表妹夫川村中将明确表示：一切谈判都必须以西乡本人前来大营为先决条件。并告诉使者，官军即将发起总攻，敦促其趁早放弃抵抗。官军扣留了两名使者中的一名，让另一名携山县中将最后一封信返回城山，交给西乡。在信中，山县希望西乡能在兵戎相见前自杀保节：
|                          | 山縣我和您共事多年，非常体谅您内心埋藏许久的那种五内俱焚的痛苦，对您的遭遇也悲哀不已。然而事已至此，多说又有何用。您为何不考虑尽早自我了断呢？交战以来已过数月，双方阵亡日以百计，同室操戈、骨肉相残。虽言要忍所不能忍，但残酷如此，实在世间罕见。更何况双方士兵心底，其实全无仇恨之情。归根溯源，仅仅是因为官军以保家卫国为天职，而萨军为您而战而已。您率领数县的壮士与天下的王师相抗衡，历经数月仍屡败屡战，已足以彰显您的威名...... |
| ——山縣有朋，《熊本寄书》 | |

面对官军的最后通牒，西乡直截了当地表示“无需答复”。一切至此已覆水难收：官军将按计划于9月24日开始进攻。

### 萨军

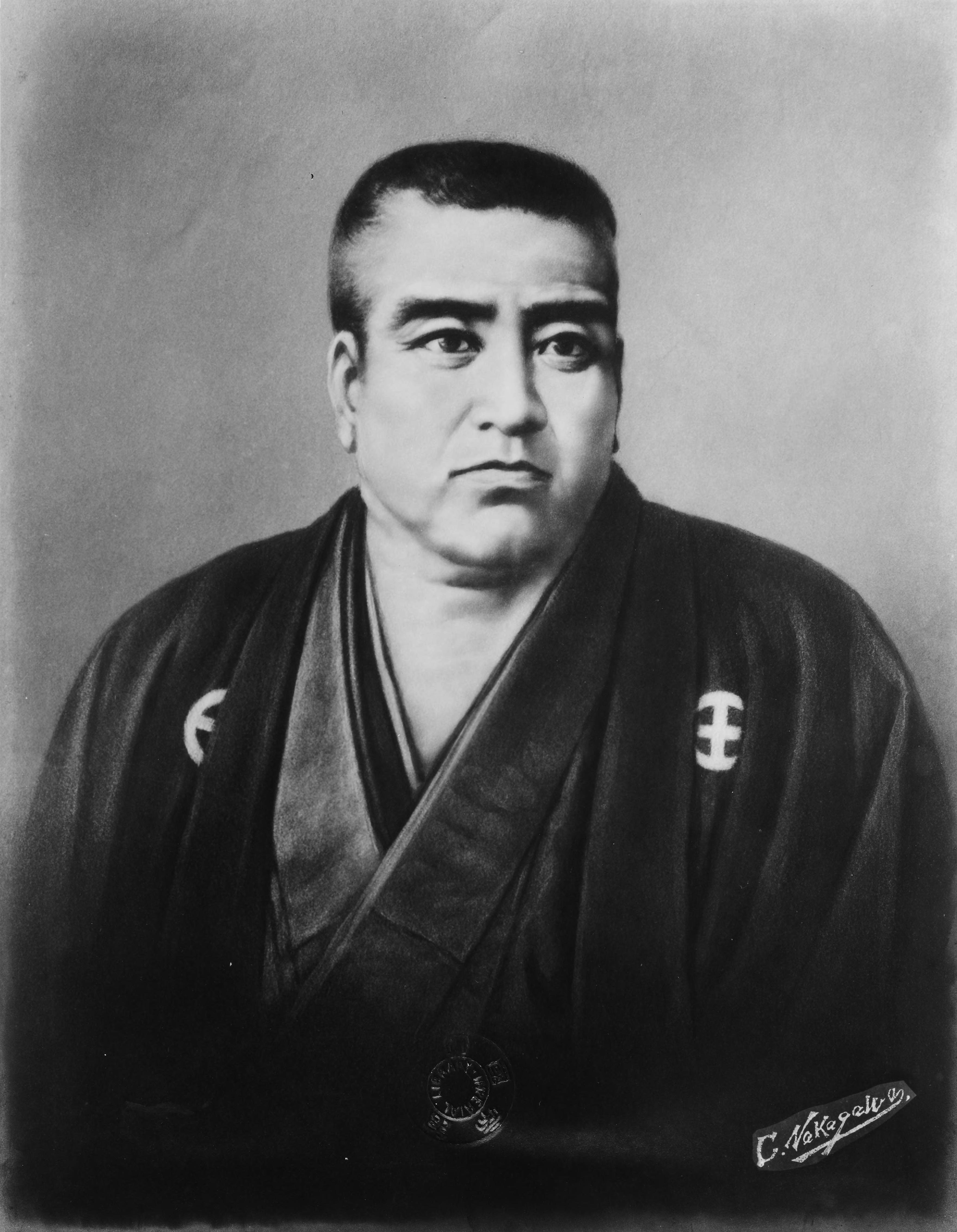
萨军总帅西乡隆盛。身为维新三杰的他却没留下任何照片，这张是肖像画。

决战爆发前，西乡隆盛手下登记在册的有290名士兵和数十名私学校的弟子。士兵编为第一至第十三共11个小队（跳过了读音与“死”、“破”和“苦”相近的第四、第八和第九队） ，分别部署于城山的各处要地。此外还有一个主要由弟子组成的狙击队，负责保卫西乡的安全：
| 部队       | 部署                         | 人数 | 指挥官         |
| ---------- | ---------------------------- | ---- | -------------- |
| 狙击队     | 司令部                       | 26人 | 蒲生彦四郎     |
| 第一小队   | 城山方面                     | 16人 | 藤井直次郎     |
| 第二小队   | 岩崎本道方面                 | 32人 | 河野主一郎     |
| 第三小队   | 私学校、角矢倉方面           | 26人 | 佐藤三二       |
| 第五小队   | 县政厅、二之丸、照国神社方面 | 33人 | 山野田一輔     |
| 第六小队   | 大手、本田屋敷方面           | 30人 | 高城七之丞     |
| 第七小队   | 上之平、广谷、三間松方面     | 16人 | 河野四郎左衛門 |
| 第十小队   | 新照院、夏阴下方面           | 19人 | 中島健         |
| 第十一小队 | 夏阴方面                     | 47人 | 岩切喜次郎     |
| 第十二小队 | 后回方面                     | 17人 | 長園田武一     |
| 第十三小队 | 后回、城山間                 | 29人 | 市来矢之助     |

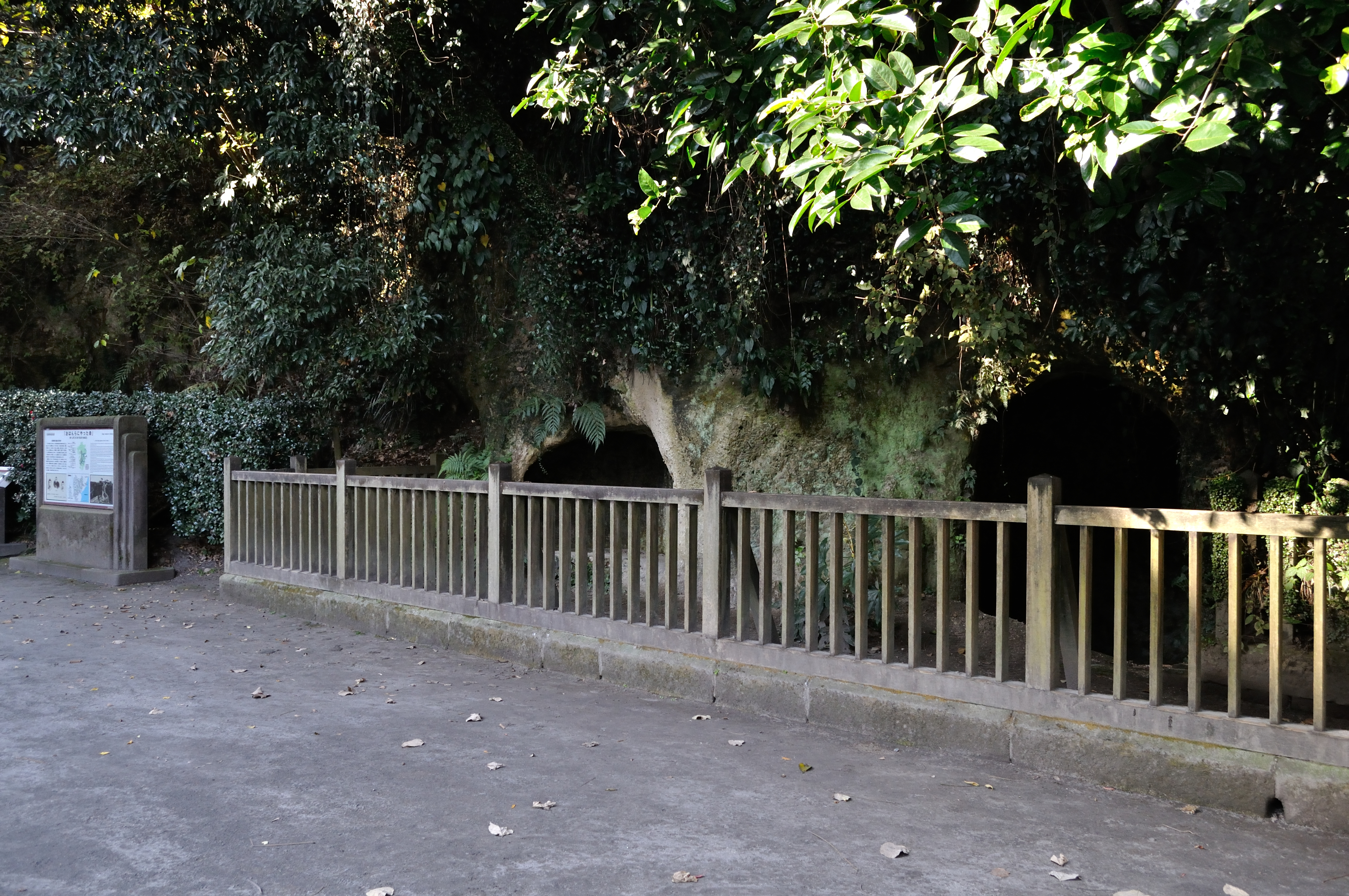
西乡隆盛最后栖身的洞穴。

借助高地优势，西乡对开战前官军的兵力部署比较了解，甚至能分辨出山下的官军所属的旅团。为阻挡敌人的逐步渗透，萨军也沿城山修筑了20余座坚固的堡垒并固守其中，两军的堡垒有些相距仅150~200米。装备方面，和影视作品里表现的不同，此时的萨摩武士已经和官军一样身着西式军装、手持步枪作战。但在装备数量上仍不可同日而语：城山中的萨军一共只有150支步枪，仅够装备2/3的士兵，而且大部分为战争爆发前从鹿儿岛军火库中抢来的前装式恩菲爾德步槍（狙击队少量装备了当时日本罕见的馬提尼步槍）。相比军力上的窘境，萨军在后勤上略显乐观。城山内有两口水井可供取水，粮食也由鹿儿岛的百姓从盐屋偷偷运来，可以在包围圈中勉强维持生活。
面对官军连日炮击，9月6日至19日间西乡等人先后从武士野村忍介家后院的山洞转移至馬乗馬場，最终在19日于岩崎谷的山洞设立司令部，这也是西乡最后的栖身之地。9月14日，趁着官军警戒线尚不完善，西乡遣散了身边的家仆，让其携西乡的佩刀逃出城山。尽管局势窘迫，但西乡在两周的围困中始终方寸不乱、意志坚定。不仅不为劝降所动，反而在9月22日发布檄文明确他抵抗到底、杀身成仁的决心。9月23日，西乡在月光下召开了最后的诀别晚宴。席间他和所有人一同开怀畅饮、谈笑自若，对即将到来的杀戮没有一丝畏惧。

## 战斗过程

### 总攻开始

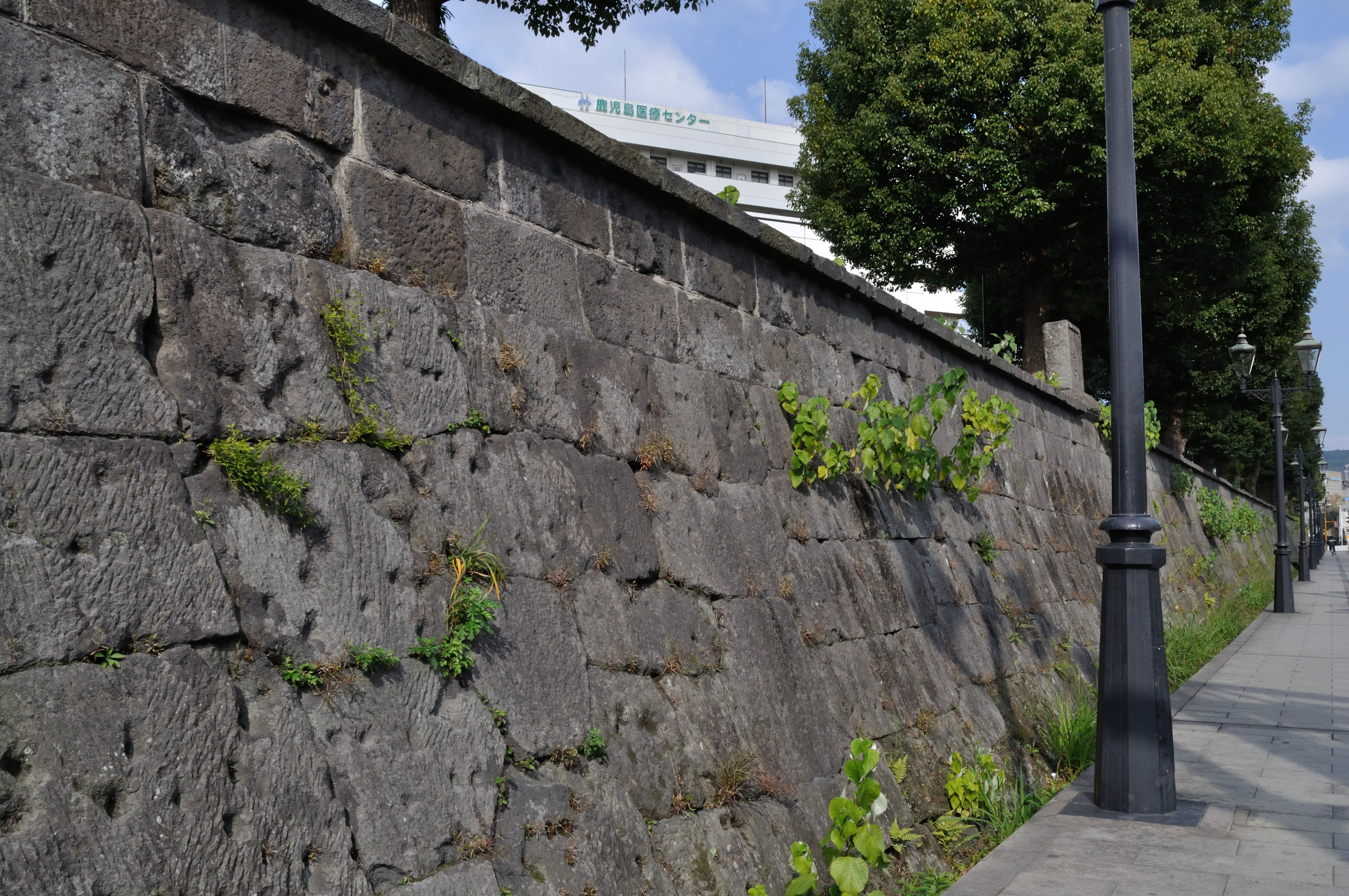
城山脚下布满弹孔的石墙。

9月24日凌晨4时，官军以第二旅团三发山炮为号，拉开了对城山总攻的序幕。31个炮兵分队共53门重炮首先对城山进行了密集轰炸。火力准备后，步兵开始推进。选拔自各旅团的两批共1,700名士兵在23日夜就已秘密抵达作战位置，此时倾巢而出，从所有方向同时展开了进攻：第一、第二和別働第二旅团攻击城山東北角的萨军前哨；別働第一旅团和熊本鎮台部队从西面进攻城山中央的隆盛院；第四旅团从北方攻占岩崎谷；第三旅团和新选旅团则从東南方向城山守军发起正面攻击。局面对萨军非常严峻：官军在任何一个进攻点上都具有五比一的优势兵力，而萨军人数太少，无法覆盖城山的每一处要点；各防御点间联络不畅，只能各自为战，无法相互援护；而且没有预备队。同时，萨军在开战时引以为傲的单兵素质优势也不复存在。在火器上，官军已换装更为先进的后装式史奈德步槍和德莱赛步枪，射速是前装枪的5倍；在近战上，官军从新选旅团中招募剑术熟练的士族，组建专门用武士刀进攻的突击队“拔刀队”，在白刃战中压倒了同样以精湛剑术著称的萨军。
总攻开始后官军的进展可用势如破竹形容。第一、第二和別働第二旅团的步兵三路并进，在舰炮协同下迅速攻克城山东北角的萨军堡垒；第三旅团冲进都城领主岛津久宽的宅邸，将其付之一炬，随即挥师进攻照国神社后的萨军工事；在城山西南角，防守新照院、夏阴、后回防线的萨军第十、第十一小队等被如潮水般涌来的官军第四旅团赶出阵地，退往岩崎谷，城山山顶也为官军夺取。新选旅团在从山顶向岩崎谷追击途中发现两所戰地醫院，分别收治17和13名萨军伤员。新选旅团的士兵在明知是战地医院的情况下仍将伤员全部处决并纵火焚毁医院；第四旅团从岩崎谷左侧登上山脊不久，三路部队成功会师。山县中将收到捷报传令就地筑垒、封锁山口。但战斗进展太快，传令兵还没赶回前线，官军前锋已将被压缩在山谷的萨军击溃。5时55分，第四旅团的士兵用刺刀冲锋歼灭了萨军在岩崎谷的最后一个堡垒，杀敌60余人。萨军余部从岩崎谷撤往私学校后的山坡，被山谷和山顶的官军两面夹击，死伤惨重。有少数萨军士兵在白刃战中脱身，往草牟田方向逃跑，最终也被得知消息的官军外围部队歼灭。两小时内，几乎所有堡垒和阵地都已落入官军之手，此时距离西乡栖身的洞穴仅咫尺之遥。

### 西乡之死

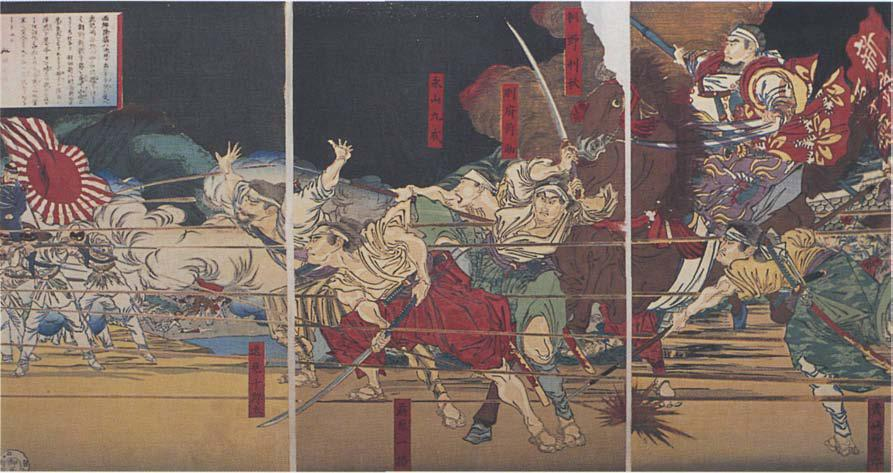
西乡隆盛带领最后一群武士向官军突围。

至清晨6时左右，萨军防御全线崩溃。从各条战线撤退下来的士兵以及西乡的弟子共计40人集结于司令部洞穴前，在官军的三方交叉火力下和西乡隆盛一起沿岩崎谷向山脚突围，官军步步紧逼。枪林弹雨中，西乡的弟子相继中弹身亡。行至萨摩武士岛津应吉的住宅门前时，西乡自己也被官军的两发流彈同时击中腹部和大腿，寸步难行，只能乘駕籠由人抬着前进。眼看新选旅团的追兵已迫在眉睫，自知大限将至的西乡不想成为突围的累赘，便对他的弟子別府晋介轻声唤道：“晋殿、晋殿，就在这儿动手好了。”，希望后者能为他介错了此一生。在炮火中，所有人一並跪坐在西鄉四周。西鄉隆盛身着白衣素缟，俨然正襟，徐徐跪下，面向明治天皇所在的東方顶礼膜拜。別府晉介拔出武士刀，立于西乡身后，泪流满面，大喊一声：“请恕我罪！”挥刀斬下了这位维新三杰的首級，用白布包裹后草草埋葬于武士折田正助家门前的沟中。完成西乡的最后一桩心愿后，别府高呼：“愿和老师共赴黄泉的都跟我来，我们赴死的时刻已到！”和桐野利明、村田新八等所有剩余的弟子一同向官军位于私学校的阵地发起了自杀性冲锋。他们在冲进敌阵斩杀数名官军士兵后，或斃於槍下，或力尽自戕，全部阵亡。9時，私學校一帶的槍炮聲沉寂下來。在一场倾盆大雨中，城山之战以官军的决定性胜利告终。

## 后续

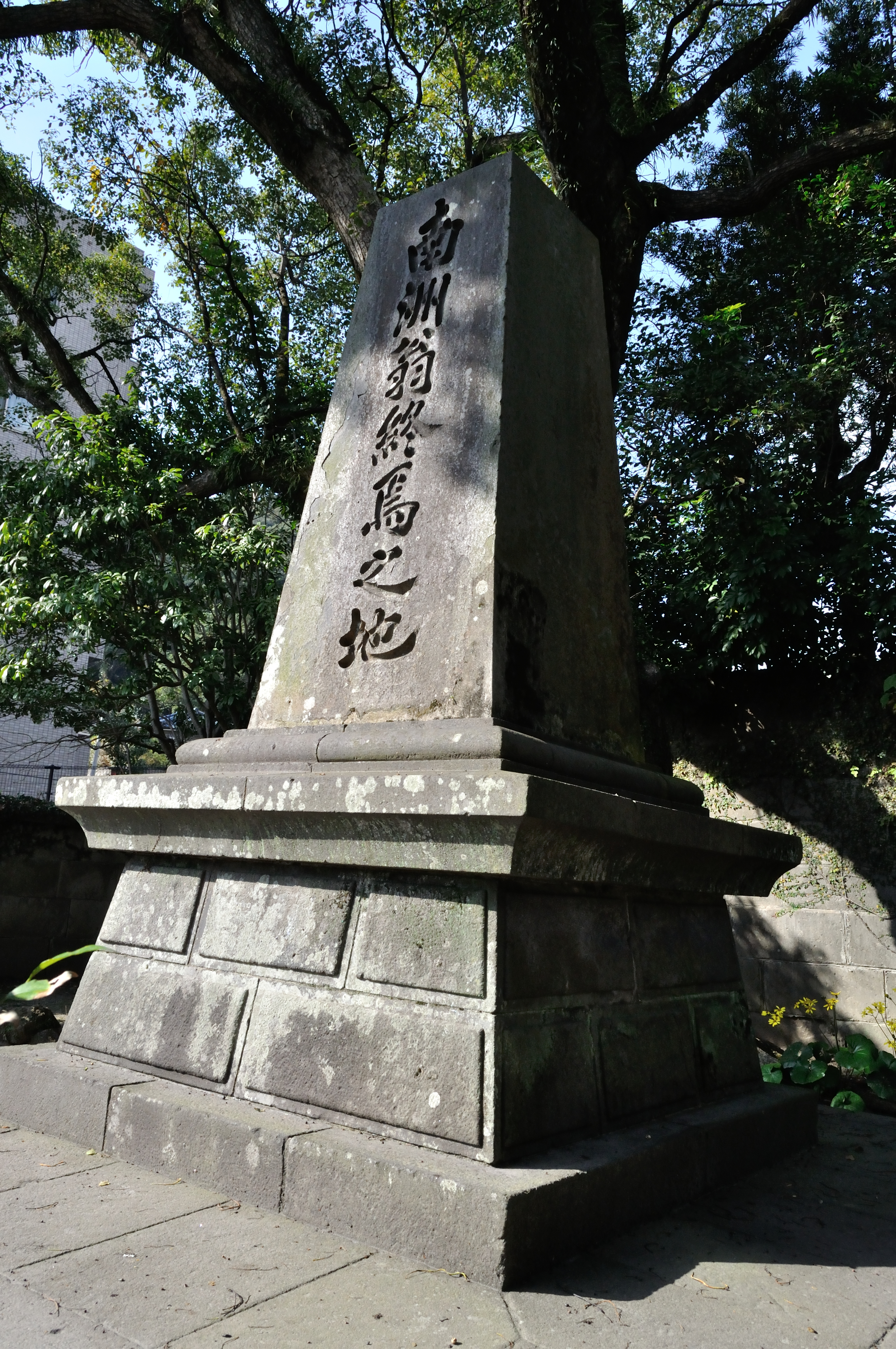
西乡隆盛自尽之处所立的石碑。

包括总帅西鄉隆盛在内，萨军共有157人在血战中阵亡，200多人受伤被俘；而官军仅49人伤亡。一些萨军士兵在举手投降后仍被官军杀害。原因是前来平叛的官军士兵很多来自东北地方（尤其是新选旅团），在戊辰战争中曾遭以萨长同盟为骨干的新政府军残酷镇压，跟萨摩藩有世仇，此时趁机报复。直到三好重臣等将领到场才制止了这一行为。野村忍介、伊東直二、以及别府晋介的大哥别府九郎等萨军将领在23日夜的会议中一致认为，与其白白送死，不如忍辱负重，在法庭上向公众阐明举兵之义。因此他们在24日战斗的最后选择向熊本镇台的士兵投降，保住了性命。
官军在追击桐野利明等人时于路边发现了一具身材魁梧、右腕有疤的无头尸体，经确认为西乡隆盛本人，但他的首级却不知下落。通过盘问第四旅团抓获的战俘，官军逐渐掌握了埋葬首级的大致方位。上午9时，西乡的首级终于被一名士兵寻获。三好少将闻讯立刻策马赶来，告诫士兵不得无礼后，随即返回向山县中将报告。在位于竪馬場的司令部，西乡的首级被清洗干净，山县对诸将感叹道：“西乡翁在最后一刻依然如此安详。在这两百多个日夜里，一直使我寝食难安的正是西乡翁，如今我终于也能放下心来。然而西乡翁无疑是天下的豪杰，我所知人中无出其右者，也没人比我更了解他的为人。他为时代大势所迫，最终竟沦落到今天这一地步，实在令人遗憾。”说罢便为他默哀祈福。西乡的身首合葬于鹿儿岛市的净光明寺（今南洲墓地，南洲为西乡的号），并在北面设立南洲神社祭祀，别府晋介、桐野利秋等弟子则安息于西乡两旁。每年9月24日，鹿儿岛市都会照例举办南洲祭纪念这些勇士。由于寻获经历曲折，坊间一直流传着西乡未死，首级未找到或非其本人的流言。
城山之战结束后明治政府对鹿儿岛等地协助叛乱者进行了清算，并设立九州临时法院负责审判。共有2,764人被判处不同刑罚，其中22人死刑。原鹿儿岛县县令大山綱良因拒不向中央政府交税且积极为萨军提供资金援助而被逮捕，9月30日押至长崎处斩，同时处决的还有后藤純平、坂田诸洁等响应西乡举兵的鹿儿岛士族首领。野村忍介等投降的萨军大队长一律判处10年徒刑，法庭并没有给他们申辩道义的机会。日本紅十字會的先驱鳩野宗巴在鹿儿岛、熊本等地开设战地医院，一视同仁地收治所有受伤的官军、萨军以及平民。这一人道主义行为在当时却被征讨军总部认为是通敌，并将鳩野交付法庭审判。九州临时法院最终作出无罪判决，该判决书现存于鳩野家中。所有被判入狱者在1881年大赦获释，西乡隆盛于1889年大日本帝國憲法颁布同时平反，追赠正三位。

## 影响

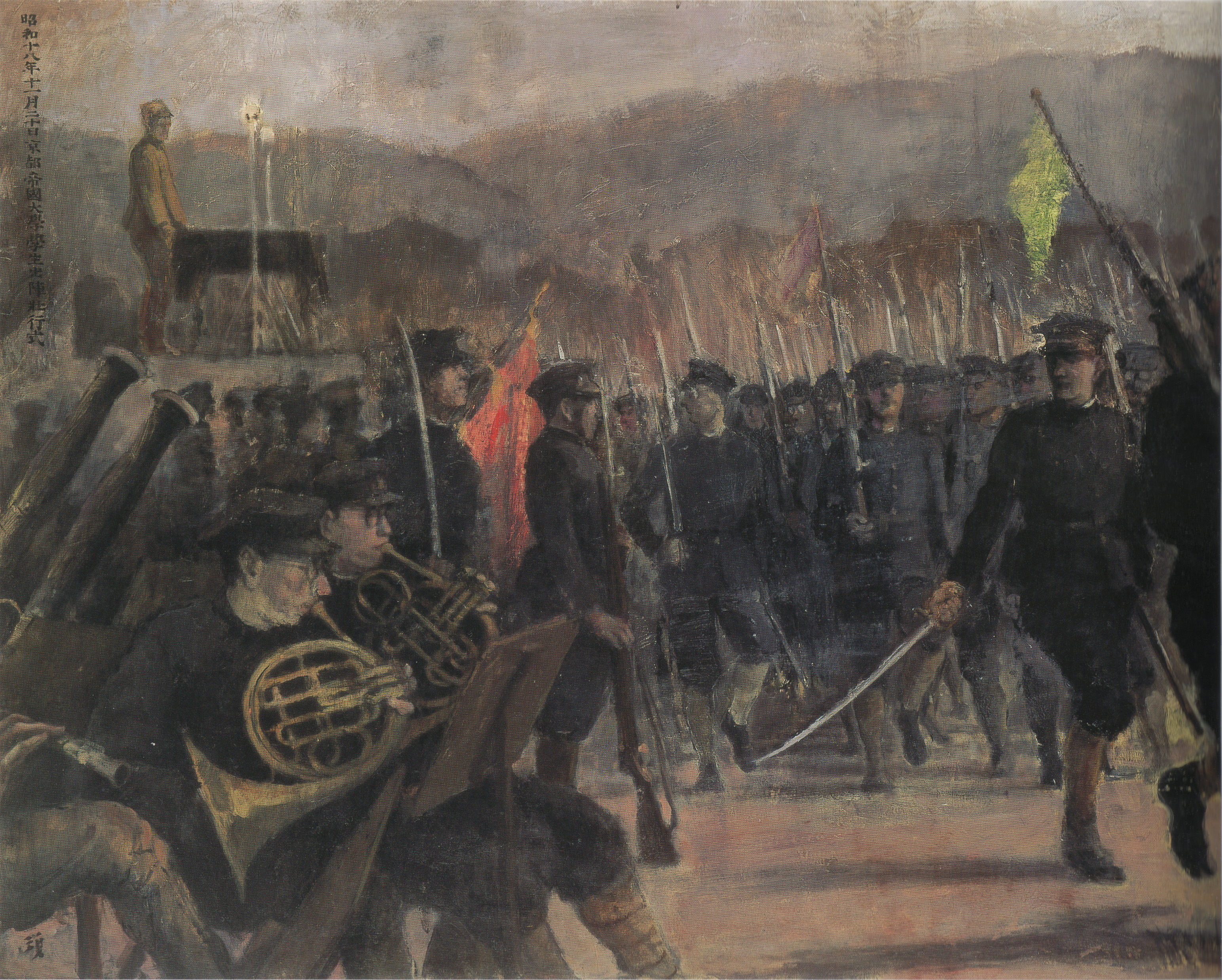
日本征兵制度的强化：明治时期大学生可以依法免除兵役；而到了昭和16年（1941年），日本在校大学生也必须参军服役。

城山之战宣告西南战争这场日本最后的内战以明治政府的胜利落下帷幕。此后一百余年，日本虽然仍偶有军事政变和社会动乱，但再也没出现国家分裂、自相残杀的内战局面。自幕末以来十余年的动乱最终结束，使得日本得以集中国力发展经济。通过八个月的战争，明治政府向世人展示了日本中央政府维护国家统一的决心和实力，以及维新以来现代化改革的成果。尤其是征兵制的引进，对明治政府赢得战争至关重要。基于四民平等原则的普遍征兵制使中央政府可从农村和城市快速征集大量兵源。在西式的操练和指挥下，这些义务兵所发挥的战斗力已不逊色于武士这样从小接受军事训练，以战争营生的职业军人。作为征兵制的支持者，西乡隆盛用自己的生命证明了这一制度的优越性。此后日本征兵制得以巩固并不断强化，直到1945年二戰失敗投降为止。
西南战争是士族最后一次以武力争取权利的尝试。在版籍奉还等一系列改革中，士族阶级数百年来的特权被不断剥夺。士族阶级对此以各种形式进行了十年的斗争，其中武装斗争的形式在西南战争达到了巅峰。不满的萨摩藩士族集结所有军事力量挑战中央政府，却仅八个月就以城山的惨烈失败告终。在这场回光返照的斗争后，作为军事力量的武士从此也不复存在。战后，一部分士族选择和政府合作，融入日本军队，或另寻生路；一部分选择和富农联手，继续政治斗争，如以国会期成同盟为代表的自由民权运动；还有一部分则走上了极端道路，采用暗杀等手段发泄对政府“有司专制”制度的仇恨。西乡死后八个月，与西乡意见相左的另一位维新三杰大久保利通在上班途中被不满士族刺杀，史称紀尾井坂之變，主犯就来自之前从未有过士族反亂的石川县。
整个西南战争是对日本军队现代化成果的一次检验。通过城山之战等一系列实战，日军对其战争理论进行了总结和检讨，并将经验教训应用于之后的甲午战争和日俄战争中。有些成果在二十年后仍有一定价值，如设立电报通讯和总参谋部，以及拔刀队等白刃战单位在阵地战中的作用。某种意义上，萨摩藩的叛乱为日本军队的现代化贡献了一臂之力。

## 流行文化
- 2003年由美国导演愛德華·茲維克执导、汤姆·克鲁斯和渡边谦主演的电影《最后的武士》以西南战争为背景，末尾的决战也是以城山之战为原型，结合田原坂之战的地形改编而成[61]。

- 城山之战是瑞典力量金属乐队薩巴頓2016年专辑《The Last Stand（英语：The_Last_Stand_(Sabaton_album)）》中的单曲《Shiroyama》的主题。该专辑讲述的全部是历史上著名以少敌多的防御战[62]。

### 引用
1. 1 2  西南戦史第9~12编 1893，第154~156頁.
2. 1 2 3 4  西田実 2005，第226頁.
3. 1 2  風間三郎 1999，第175頁.
4. 1 2 3  西南戦史第9~12编 1893，第153頁.
5. 1 2 3  西田実 2005，第224頁.
6. 1 2 3  小川原正道 2007，第188頁.
7. 1 2 3 4 5  孫昊（2011年），第六卷，第五章
8. 1 2  菊池寬 1943，第197頁.
9. 1 2 3  矢野宏治 2005，第125頁.
10. 1 2 3  西南戦史第9~12编 1893，第33頁.
11. 1 2 3 4 5 6 7 8 9 10 11  山田尚二 1993.
12. 1 2  征西戦記稿 1887，第241頁.
13. ↑  西南戦史第9~12编 1893，第127頁.
14. ↑  西南記伝 1969，第151頁.
15. ↑  矢野宏治 2005，第214頁.
16. 1 2 3  コトバンク. . 日本の城がわかる事典. （原始内容存档于2016-02-28）.
17. ↑  . 鹿児島県教育委員会. 2017-03-03. （原始内容存档于2021-12-08） （日语）.
18. ↑  今村了介 1976，第207頁.
19. ↑  米沢藤良 1973，第219頁.
20. ↑  西南戦史第9~12编 1893，第140頁.
21. ↑  西南戦史第9~12编 1893，第137頁.
22. ↑  風間三郎 1999，第179頁.
23. 1 2  矢野宏治 2005，第235頁.
24. 1 2 3 4  征西戦記稿 1887，第315頁.
25. ↑  矢野宏治 2005，第238頁.
26. ↑  西南戦史第9~12编 1893，第151~152頁.
27. ↑  矢野宏治 2005，第242頁.
28. ↑  矢野宏治 2005，第223頁.
29. 1 2  西田実 2005，第220頁.
30. 1 2 3 4  西南戦史第9~12编 1893，第128頁.
31. ↑  西南戦史第9~12编 1893，第132頁.
32. 1 2  植木学 1977，第31頁.
33. ↑  矢野宏治 2005，第257頁.
34. 1 2  小西四郎 1970，第277頁.
35. 1 2 3  矢野宏治 2005，第253頁.
36. ↑  攻城砲隊戦闘報告 1877.
37. 1 2  由井正臣, 吉田裕 & 藤原彰 1989，第141頁.
38. 1 2 3 4  坪谷善四郎 1893，第154頁.
39. 1 2  矢野宏治 2005，第259頁.
40. 1 2  征西戦記稿 1887，第329頁.
41. 1 2 3 4  西南戦史第9~12编 1893，第157頁.
42. ↑  西田実 2005，第225頁.
43. ↑  海音寺潮五郎 1983，第105頁.
44. ↑  矢野宏治 2005，第256頁.
45. ↑  風間三郎 1999，第180頁.
46. ↑  西南戦史第5~8编 1893，第65頁.
47. 1 2 3  新編西南戦史 1962，第437頁.
48. ↑  西南戦史第9~12编 1893，第158頁.
49. ↑  西田実 2005，第227頁.
50. ↑  矢野宏治 2005，第269頁.
51. 1 2  西田実 2005，第228頁.
52. 1 2  大谷正 2012，第19頁.
53. 1 2  清原芳治 2006，第16頁.
54. 1 2 3  吉川龍子 2001，第99頁.
55. ↑  小風秀雅 2004，第204頁.
56. 1 2  菊池寬 1943，第203頁.
57. ↑  小川原正道 2007，第120頁.
58. ↑  菊池寬 1943，第147頁.
59. ↑  菊池寬 1943，第150頁.
60. ↑  矢野宏治 2005，第249頁.
61. ↑  Mclaughlin, William. . WAR HISTORY ONLINE. 2016-11-11  [2017-06-18]. （原始内容存档于2020-11-29） （美国英语）.
62. ↑  Sabaton. . Official website and headquarters. 2016-08-12  [2017-06-18]. （原始内容存档于2018-06-07） （美国英语）.

### 文献
- 川崎紫山.  第5~8编. 博文館. 1893年: 269  [2017-06-18]. （原始内容存档于2016-06-09） （日语）.
- 川崎紫山.  第9~12编. 博文館. 1893年: 289  [2017-06-18]. （原始内容存档于2016-06-09） （日语）.
- 参謀本部陸軍部編纂課. . 第51~65卷. 陸軍文庫. 1887年: 376 （日语）.
- 大谷正.  (PDF) (报告). 神奈川県川崎市多摩区東三田2-1-1: 専修大学文学部　大谷研究室: 82. 2012年 （日语）.[]
- 大山巌関係文書.  (报告). 国立国会図書館: 陆军省: 82. 1877年9月19日~24日. （原始内容存档于2019年7月22日） （日语）.
- 風間三郎. . 鹿児島県: 南方新社. 1999: 262. ISBN 978-4931376205 （日语）.
- 海音寺潮五郎. . 東京都: 旺文社. 1983: 192. ISBN 4010705574 （日语）.
- 黒龍会.  第5卷. 原書房. 1969: 305. ISBN 978-4562001750 （日语）.
- 吉川龍子. . 東京都: 吉川弘文館. 2001: 220. ISBN 978-4642055185 （日语）.
- 今村了介. . 新人物往来社. 1976: 238. ISBN 978-4404007827 （日语）.
- 旧参謀本部. 桑田忠親; 山岡荘八 , 编. . 東京都: 徳間書店. 1977: 326. ISBN 978-4192213431 （日语）.
- 菊池寬. . 六興商會出版部. 1943: 313.NCID BN07286097（日語）
- 陸上自衛隊北熊本修親会. . 東京都: 原書房. 1962: 504.NCID BA60628596（日語）
- 米沢藤良. . 新人物往来社. 1973: 231.NCID BN15079156（日語）
- 坪谷善四郎. .  下卷. 博文舘. 1893: 700.NCID BA33743751（日語）
- 清原芳治.  (PDF). 大分県: 大分合同新聞社文化センター. 2006: 207 （日语）.
- 山田尚二. . 鹿儿岛县. 1993 （日语）.
- 矢野宏治. . 鹿児島県: 南方新社. 2005: 272. ISBN 9784861240522 （日语）.
- 孙昊. . 陕西人民出版社. 2011: 421. ISBN 9787224097382 （中文（中国大陆））.
- 西田実. . 鹿児島県: 南方新社. 2005: 346. ISBN 978-4861240379 （日语）.
- 小川原正道. . 東京都: 中央公論新社. 2007: 258. ISBN 978-4121019271 （日语）.
- 小風秀雅. . 东京都: 吉川弘文館. 2004: 328. ISBN 978-4642008235 （日语）.
- 小西四郎. . 第3卷：士族の反乱. 東京都: 筑摩書房. 1970: 334.NCID BN01754170（日語）
- 由井正臣; 吉田裕; 藤原彰. . 東京都: 岩波書店. 1989: 502. ISBN 978-4002300047 （日语）.
- 植木学. . 新人物往来社. 1977: 228.NCID BN10635944（日語）